# Augustin Šesták

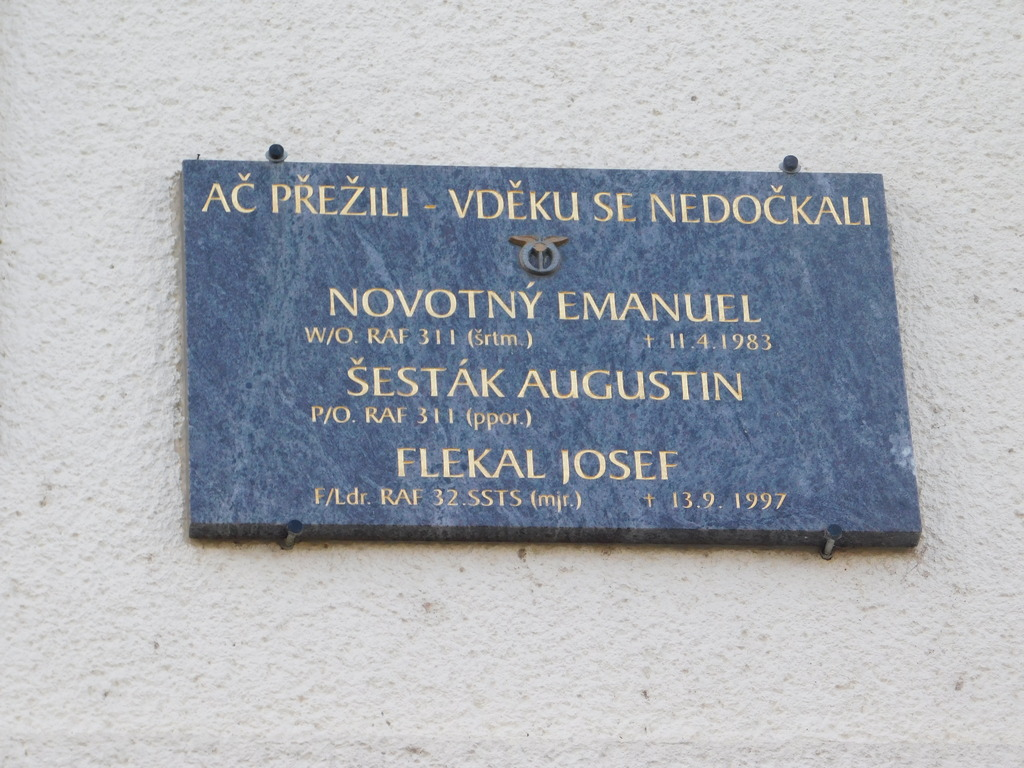
Pamětní deska příslušníků RAF na Husově domě ve Vlašimi

Augustin Šesták (7. března 1918 Malešice, Rakousko-Uhersko – ?) byl poručíkem letectva působícím za druhé světové války u 311. československé bombardovací perutě RAF jako palubní střelec.

## Život
Na začátku druhé světové války uprchl přes Polsko do Francie, kde vstoupil do cizinecké legii. V červnu 1940 odplul na evakuační lodi do Anglie, kde byl později přidělen do nově vzniklé 311. československé bombardovací perutě.
Během jeho šestého letu, v noci ze 16. na 17. října 1940, byl jeho letoun Wellington sestřelen při náletu na Kiel. Společně s Sgt. Emanuelem Novotným se mu podařilo z letounu vyskočit padákem. Po dvou dnech padl do německého zajetí. Následně byl uvězněn v Brémách.
Na podzim roku 1945 byl propuštěn z armády. O dva roky později (1947) se svojí britskou manželkou emigroval do Anglie.

## Odkaz
Ve Vlašimi má od roku 2006 pamětní desku na Památníku padlých.